# 何彥
何彥（1494年—？），字善充，廣東廣州府順德縣人，民籍，明朝政治人物。

## 生平
廣東鄉試第十三名舉人，曾任福建惠安县學教谕。嘉靖十四年（1535年）乙未科第三甲第十二名進士。授行人，十六年十二月官南京戶科給事中，歷湖廣衡州府知府、荊州府知府，湖廣按察使司副使，官至太僕寺卿。壽九十卒。

## 著作
著有《石川集》、《玩秀亭摘稿》。

## 家族
曾祖何勢亮；祖父何璉；父何千之。母麥氏。具庆下。
有子何兆湖，官至國子監學正。